# فيغو كريستنسن
فيغو كريستنسن (بالدنماركية: Viggo Christensen)‏ هو سياسي دانمركي، ولد في 29 أبريل 1880، وتوفي في 1967. حزبياً، نشط في الحزب الاشتراكي الديمقراطي (الدنمارك).